# Ronald David Laing
Ronald David Laing, a szakirodalomban általában: R. D. Laing (Glasgow, Skócia, 1927. október 7. – Saint-Tropez, Franciaország, 1989. augusztus 23.) skót orvos, pszichiáter, pszichológus. Műveiben főként az elmebetegségekkel, azon belül is a pszichózis megtapasztalásával foglalkozott. A komoly mentális zavarokról, azok okáról és kezeléséről való gondolkodását alapvetően az egzisztencialista filozófia határozta meg. Gyakran sorolják az anti-pszichiátria mozgalom képviselői közé, noha ő maga határozottan visszautasította ezt. Munkássága hozzájárult az orvosi és pszichológiai etika fejlődéséhez.

## Korai évek
Laing 1927. október 7-én született a Skóciában, a Glasgow-városbeli Govanhillben, David Park MacNair Laing és Amelia Glen Laing (született Kirkwood) egyetlen gyermekeként. Laing a szüleit – különösen az édesanyját – valamelyest furcsának írta le. Bár életrajzát író fia igen kevés figyelmet fordított a Laing gyerekkoráról szóló beszámolóknak, Laing egy ismerősétől származó újságcikk megerősíti a szülei jellemzését, és azt írja: „a teljes igazságot csupán néhány közeli barátjának mondta el”.
Tanulmányait a Sir John Neilson Cuthbertson Állami Iskolában kezdte, majd négy évvel később átkerült a Hutchesons' Gimnáziumba. Nagyjából 18 éves korától kezdhetett társainál sokkal keményebben inni. Okos, versenyezni szerető, koraérett hallgatóként tartották számon az egyetemen, ahol klasszika-filológiát tanult, elsősorban filozófiát – úgy is, hogy a helyi könyvtár könyveit bújta. Ezen felül zenész is volt a Royal College of Music tagjaként. Később úgy döntött, hogy orvosnak fog tanulni a Glasgow-i Egyetemen, aminek látszólag számtalan oka volt (például hogy szembe akart nézni az élettel és halállal, és hogy több tudományos ismeretet akart elsajátítani). Medikus évei alatt felállított egy „Szókratészi Klubot” („Socratic Club”), amelynek a filozófus Bertrand Russell vállalta el az elnöklését. Laing első nekifutásra (1950-ben) megbukott a záróvizsgáin, de miután 6 hónapot töltött egy pszichiátriai egységben, 1951 elején letette a vizsgákat.

## Életpályája
Laing néhány évet a Brit Hadseregnél (Royal Army Medical Corps) töltött pszichiáterként – besorozták annak ellenére, hogy az asztmája miatt harcképtelen volt. Itt elkezdte érdekelni a mentális zavarokkal küzdő emberekkel való kommunikáció. 1953-ban Laing kilépett a hadseregből és a Glasgow-i Királyi Pszichiátrián (Glasgow Royal Mental Hospital) kezdett dolgozni az ország legfiatalabb konzultánsaként. Ez idő alatt részt vett egy Karl Abenheimer és Joe Schorstein által rendezett, az egzisztencializmusról szóló vitafórumon Glasgowban. 1956-ban Laing ösztöndíjas képzésre ment a londoni Tavistock Intézetbe, ami a pszichoterápia (főként a pszichoanalízis) központjaként volt ismert. Ebben az időben került kapcsolatba John Bowlby-val, Donald Winnicott-tal és Charles Rycroft-tal. Egészen 1964-ig a Tavistock Intézetben maradt.
1965-ben Laing és egy csapat kollégája létrehozták a Philadelphia Társaságot és elindítottak egy pszichiátriai közösségi projektet a Kingsley Hall-ban, ahol a betegek és terapeuták együtt éltek. [10] A norvég író, Axel Jensen felkereste Lainget, a páciense lett, és végül szoros barátság fűződött köztük. Laing gyakran meg is látogatta őt stockholmi otthonában, a Shanti Devi nevű hajója fedélzetén.
1972 októberében Laing találkozott Arthur Janovval, a népszerű könyv, The Primal Scream (=Az ősüvöltés) szerzőjével. Habár Laing Janovot egyszerűnek és szerénynek találta, úgy gondolt rá, mint a „jig man” (valaki, aki sokat tud valami kevésről). Laing szimpatizált Janovval, de úgy tekintett az ő ősüvöltés-terápiájára, mint egy jövedelmező üzletre, ami nem igényel többet, mint megtalálni a megfelelő helyet, és hagyni, hogy az emberek csak úgy „lógjanak” ott.
Laing, az amerikai pszichoterapeuta, Elizabeth Fehr munkássága nyomán megkezdte egy „újjászületés workshopokat” tartó csapat kialakítását, amelyben egy kijelölt személy újraéli a szülőcsatornából való kijutás küzdelmét, míg a csoport többi tagja, a szülőcsatornát reprezentálva körülveszi őt. Sok egykori kollégája úgy tekintett rá, mint félresiklott briliáns elmére, de néhányan egyszerűen valamiféle pszichopatának tartották.

## Laing és az anti-pszichiátria
Laing-et az anti-pszichiátriai mozgalom egy fontos alakjaként tartják számon – David Cooper-rel együtt –, habár ő maga sohasem tagadta a mentális distressz kezelésének fontosságát. Ő a pszichiátriai gyakorlat központi értékeit támadta, amelyek – véleménye szerint – a mentális betegségeket biológiai jelenségként kezelik a szociális, intellektuális és kulturális dimenziók figyelembevétele nélkül.
E mellett támadta magát a pszichiátriai diagnózist is, mondván, hogy a mentális zavarok diagnózisa ellentmond az elfogadott orvosi eljárásnak: a diagnózis a viselkedés vagy magatartás alapján került felállításra, és a vizsgálatok és kiegészítő tesztek, amelyeket hagyományosan a fennálló patológiák diagnózisát megelőzik (mint a törött csontok vagy tüdőgyulladás), gyakran a mentális betegségek (ha egyáltalán azok) diagnózisa után kerültek felvételre. Ezért, Laing szerint, a pszichiátria egy hamis episztemológián alapult: a betegséget a viselkedés által diagnosztizálják, de a biológia által kezelik. Laing fenntartotta, hogy a szkizofrénia egy „elmélet nem egy tény”; úgy vélte, hogy a skizofrénia genetikai öröklődési modelljei a biológia alapú pszichiátria által kerültek sulykolásra, és nem voltak elfogadottak a vezető orvosi genetikusok által. Elutasította a „mentális betegségek orvosi modelljét”; Laing szerint a mentális betegségek diagnózisa nem követi a hagyományos orvosi modellt, és ez odáig vezette, hogy megkérdőjelezze a gyógyszerek (mint az antidepresszánsok) használatát a pszichiátrián belül. A rekreációs drogokhoz (pl. LSD) való hozzáállása merőben más volt, azokkal kapcsolatban egy tapasztalati anarchiát szorgalmazott.

## Magánélete
Laing gyerekkorában apja, aki a Royal Air Force-nál dolgozott elektronikai mérnökként, úgy tűnik gyakran verekedett saját bátyjával, és volt egy három hónapos összeomlása, mikor Laing serdülő volt. Az anyjáról, Ameliáról szóló pletykák és szóbeszédek leginkább a „pszichológiailag furcsa” jelzővel illették a viselkedését.
Lainget a saját személyes problémái foglalkoztatták, minthogy egyszerre szenvedett epizodikus alkoholizmusban és klinikai depresszióban, ahogy azt saját maga kifejtette, egy Anthony Clare-nek adott 1983-as BBC rádió interjú során – bár halála előtti években állítólag mindkettőtől mentes volt. Ezek a felvételek súlyos következményekkel járhattak Laing számára, mivel részét képezhették a General Medical Council ellene folytatott eljárásának, ami oda vezetett, hogy eltiltották az orvoslás gyakorlásától. 61 éves korában szívroham vitte el, miközben kollégájával és barátjával, Robert W. Firestone-al folytatott teniszmérkőzést.
Laing 6 fiú és 4 lány édesapja, 4 nőtől. Adrian nevű fia 2008-ban úgy nyilatkozott, „ironikus, hogy az apám családpszichiáterként vált ismertté, miközben – legnagyobb részt –, semmit sem tett a saját családjáért.” Adamet, a második házasságából származó legidősebb fiát, 2008 májusában holtan találták sátrában egy mediterrán szigeten. Szívroham vitte el, 41 éves korában. Susan nevű lánya 1976 márciusában, 21 évesen halt meg leukémiában.
Ontológiai bizonytalanság, családi nexus és a kettős-kötés Divided Self (1960) című könyvében, Laing szembeállította az „ontológiailag biztos” személy tapasztalatát egy olyan személyével, aki „nem képes garantáltan megtartani a saját és mások valódiságát, életképességét, autonómiáját és identitását” és aki ennek következtében stratégiákat fejleszt ki, hogy elkerülje „önmaga elvesztését”. Laing megmagyarázza, hogyan létezünk mindannyian a világban, mint mások által meghatározott lények, akik egy modellt hordoznak az elméjükben rólunk, mint ahogy mi is modellt hordozunk az elménkben róluk. Későbbi írásaiban gyakran viszi ezt mélyebb szintekre, fáradságosan kibetűzve, hogyan „tudja A hogy B tudja, hogy A tudja hogy B tudja...”. Az érzéseink és motivációink nagyrészt ebből a „világban való lét” állapotából származnak, ebben a másokért való létezésben, akik értünk léteznek. E nélkül mi „ontológiai bizonytalanságban” szenvedünk, ami egy olyan állapot, amit gyakran a „halottnak lenni” kifejezéssel illetnek olyan emberek, akik fizikailag még egyértelműen életben vannak.
A Self and Others (1961) című könyvben Laing és Esterton több családról adnak beszámolót, azt analizálva, hogyan látják a tagok egymást és mit kommunikálnak valójában egymásnak. A megdöbbentő mód, ahogy a hazugságok állandósultak a családi politika érdekében, igaznak hangzott sok „normál” családból származó olvasó számára. Laing nézőpontja az, hogy néhány esetben olyan erősen tartják fenn ezeket a hazugságokat, hogy egy sérülékeny gyerek számára lehetetlenné válik meghatározni, mi valójában az igazság, a saját helyzetüket illető valóságról nem is beszélve.
A „családi nexus” kifejezést használta, hogy leírja a családon belüli konszenzusos nézetet, de onnantól az írás nagy részében ambivalencia jelenik meg, ahogy Andrew Collier rámutatott a The Phisophy and Politcs of Psychotherapy (Laing hozzájárulásával, 1977) című írásában. Laing gondolatmenetének egyik szálán – visszavezethetően Marxra és Sartre-ra – elítéli a társadalmat, amiért megbéklyózza az emberiséget annak akarata ellenére, elvéve az individuális szabadságot. A saját eszközeikre bízva őket, az emberek egészségesek, és az úgynevezett mentális betegségben szenvedő emberek csak próbálják megtalálni a természetes állapotukba visszavezető útjukat. Ez volt a pszichiátriai megközelítésének a fő jellemzője, mint ahogy a leghíresebb „betege” Mary Barnes esetében is ez dominált. Ideálisan jellemzi az ő munkáját a The Politics of Experience című könyvéből származó következő idézet: „We are effectively destroying ourselves with violence masquerading as love" (= Hatékonyan semmisítjük meg magunkat szeretetnek álcázott erőszakkal.)
Egy Laing értelmezéseiből eredő paradoxon azonban, hogy épp az ontológiai biztonság szüksége (amit Laing az első könyvében tárgyalt) az, ami a hajtóerő a társadalmak építéséhez. Laing úgy jellemezte a családi nexust, mint ami gyakran helyezi a gyereket egy kettős kötés helyzetbe, ahol képtelen engedelmeskedni a különböző családtagok felől érkező, egymással ütköző ideiglenes tiltásoknak, de nem okolja értük az adott családtagokat. A családtagok többnyire nem veszik észre, hogy ehhez hasonló dolgokat csinálnak, és éppannyira feszültek az adott szituációban, mint a gyerek. A második kiadáshoz írt előszó és a Sanity, Madness and the Family bevezetője rövid összefoglalást nyújt a témában.

## Hatása
1956-ban Laing a jótékonysági Philadelphia Társaság társ-alapítója, amit egyben elnökölt is. Munkássága hatással volt a terápiás közösségek szélesebb köreire, kevesebb „konfrontációt” (Laing-i perspektívában) eredményezve a pszichiátriai eljárásokban. Egyéb Laing-i hagyomány keretében létrejött szervezetek az Arbours Egyesület (Arbours Association) és a New School of Psychotherapy and Counselling (London).

## Művei Magyarországon
Számos angol nyelvű kötete hozzáférhető a közkönyvtárakban, több kötetét magyar nyelvre is lefordították, köztük:
- Gubancok (Knots); ford. Tasnády Attila. Utószó: Erős Ferenc; Helikon, Budapest, 1983
- Tényleg szeretsz? Gubancok (Do you really love me?, 1969); ford. Tandori Dezső, Helikon, 1983; Könyvfakasztó kiadó, 2008, ISBN 978-963-86669-9-4.
- Beszélgetések gyerekekkel (Conversations with children, 1977). Ill. Réber László; ford. Ferencz Győző, Utószó: Erős Ferenc; Helikon, 1988; Könyvfakasztó kiadó, 2007, ISBN 978-963-86669-8-7
- Bölcsek, balgák, bolondok. Egy pszichiáter útja (Wisdom, Madness and Folly, The Making of a Psychiatrist, 1985) ford. Tandori Dezső, Tandori Ágnes; Európa, 1990; Könyvfakasztó kiadó, 2004. Előszó: Feldmár András, ISBN 963-216-011-8
- Az élmény politikája. / Az édenkert madara (The Politics of Experience. The Bird of Paradise, 1967); ford. Árokszállásy Zoltán, Könyvfakasztó kiadó, 2007 (Antipszichiátria sorozat) ISBN 978-963-86669-1-8
- A meghasadt én; ford. Garamvölgyi Andrea; HVG Könyvek kiadó, 2017, ISBN 978-963-30443-8-4
- Az én és mások. Tanulmány az őrületről és a józan észről; ford. Garamvölgyi Andrea; HVG Könyvek Kiadó, 2017, ISBN 978-963-30443-9-1

## Fordítás
- Ez a szócikk részben vagy egészben a Ronald David Laing című angol Wikipédia-szócikk fordításán alapul.  Az eredeti cikk szerkesztőit annak laptörténete sorolja fel. Ez a jelzés csupán a megfogalmazás eredetét és a szerzői jogokat jelzi, nem szolgál a cikkben szereplő információk forrásmegjelöléseként.